# Restiturm
Der Restiturm ist die Ruine einer Höhenburg  in der Gemeinde Meiringen im Kanton Bern. Seine fast quadratischen Seitenlängen betragen 8,6 m respektive 8,25 m.

## Geschichte
Die ursprüngliche Burg entstand Mitte des 13. Jahrhunderts auf einem Felssturzbrocken und wurde mehrmals ausgebaut. Um 1300 wurde der Turm aufgestockt. Er war Sitz der Ritter von Resti, die Lehensträger der Habsburger waren.
Die Anlage liegt auf 662 m ü. M. oberhalb des Haslitals und diente der Kontrolle der Talschaft und den Handelswegen über den Grimselpass, Jochpass, Sustenpass, Grosse Scheidegg sowie Brünig. Im 16. Jahrhundert wurde die Burg aufgeben und verfiel. 1914 und 2004 wurde die Anlage restauriert.
Heute ist nur noch der Turm erhalten. Die Anlage gehört dem Gemeinnützigen Verein Meiringen und steht unter Denkmalschutz.

## Aussichtsplattform
Bei der letzten Restauration im Jahre 2004 wurde im Innern des Turmes eine Treppe eingebaut um das Bauwerk als Aussichtsturm zu benutzen.
Von der Aussichtsplattform hat man einen Überblick über Meiringen und die Engelhörner.

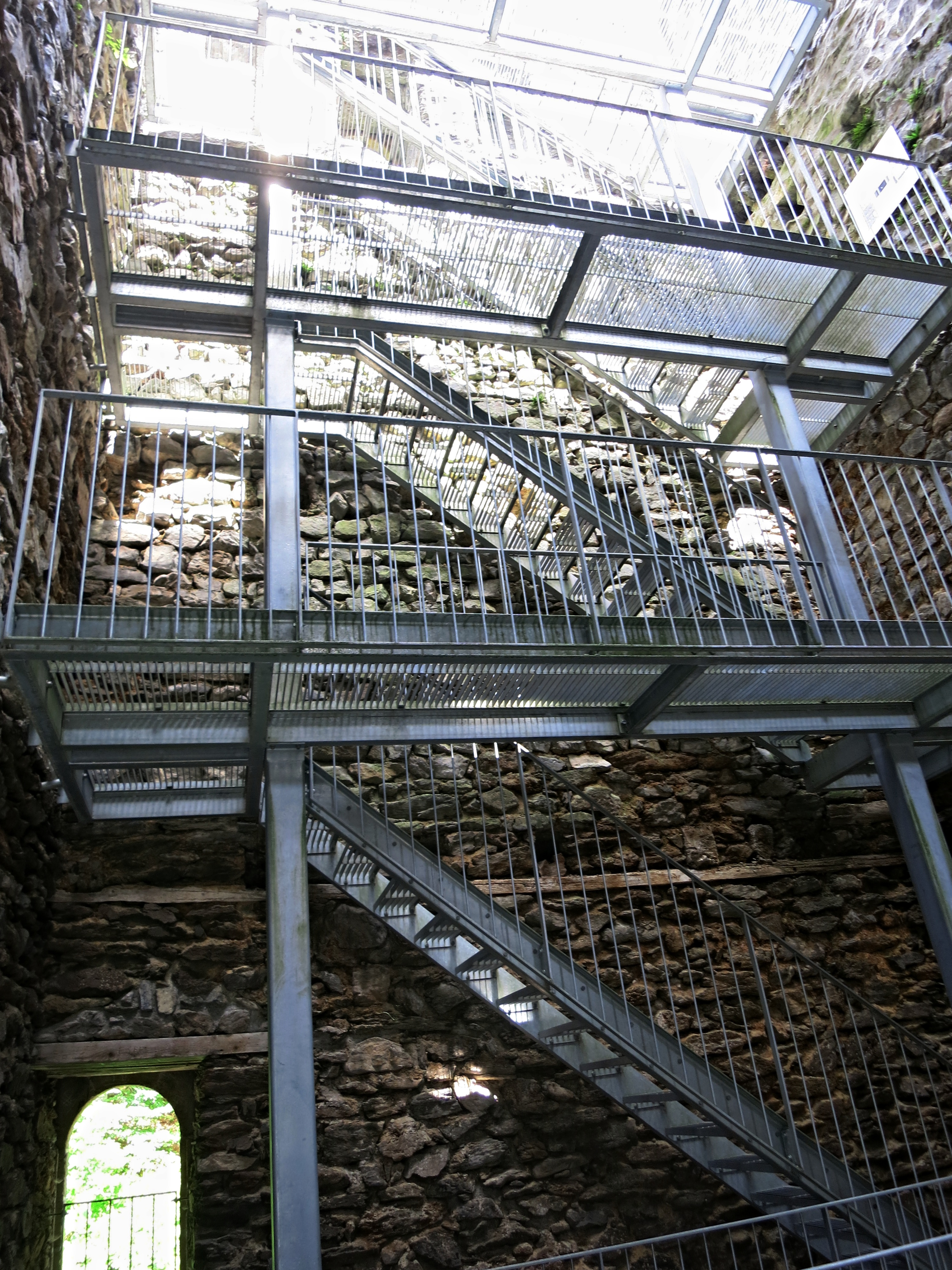
Treppe
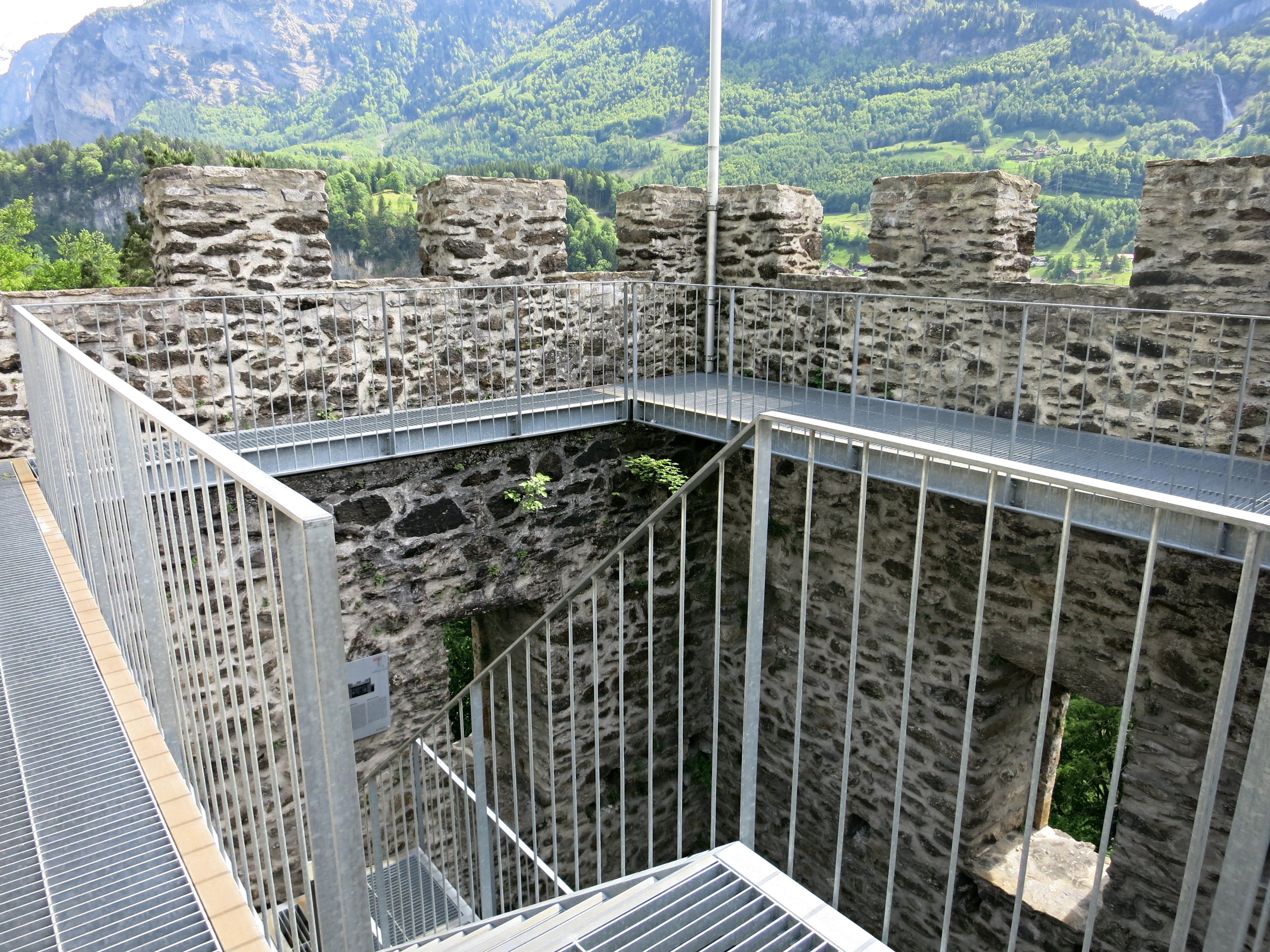
Aussichtsplattform